# Pseudicyema nakaoi
Pseudicyema nakaoi är en djurart som tillhör fylumet rhombozoer, och som beskrevs av Furuya 1999. Pseudicyema nakaoi ingår i släktet Pseudicyema och familjen Dicyemidae. Inga underarter finns listade i Catalogue of Life.